# الجبانة السفلى

تعديل مصدري - تعديل

الجبانة السفلى هي إحدى حارات حي المشنة بمدينة إب اليمنية، بلغ تعداد سكانها 4573 نسمة حسب تعداد اليمن لعام 2004.